# Ламот, Ренель
Ренель Ламот (фр. Rénelle Lamote; род. 26 декабря 1993 года, Куломье, департамент Сена и Марна, Франция) — французская легкоатлетка, специализирующаяся в беге на 800 метров. Трёхкратный серебряный призёр чемпионатов Европы (2016, 2018, 2022). Чемпионка Европы среди молодёжи (2015). Четырёхкратная чемпионка Франции. Участница  Олимпийских игр 2016 и 2020 годов.

## Биография
Начала заниматься лёгкой атлетикой в 14 лет в легкоатлетическом клубе города Фонтенбло по совету своего школьного учителя физкультуры. В 2011 году впервые обратила на себя внимание, выиграв первенство Франции среди юниоров в беге на 800 метров. Через год повторила этот успех и поехала на юниорский чемпионат мира, где дошла до полуфинала.
С 2014 года регулярно выступает за сборную Франции на главных стартах сезона. Заняла второе место на командном чемпионате Европы в Брауншвейге, участвовала в полуфинале чемпионата Европы 2014 года.
В 2015 году впервые в карьере пробежала 800 метров быстрее двух минут (1.59,39 на соревнованиях в Германии). По ходу сезона одержала победу на командном чемпионате Европы, выиграла золото чемпионата Европы среди молодёжи.
Установила личный рекорд в полуфинале чемпионата мира 2015 года (1.58,86) и смогла пробиться в число участниц финала (где заняла 8-е место).
В начале июня 2016 года на этапе Бриллиантовой лиги в Бирмингеме показала ещё один лучший результат в карьере, 1.58,01. Спустя месяц на чемпионате Европы завоевала серебряную медаль, уступив лишь украинке Наталии Прищепе.
На Олимпийских играх 2016 года не смогла выйти в полуфинал, показав в предварительном забеге 44-е общее время.

## Основные результаты
| Год  | Турнир                          | Место проведения          | Дисциплина               | Место       | Результат |
| ---- | ------------------------------- | ------------------------- | ------------------------ | ----------- | --------- |
| 2012 | Чемпионат мира среди юниоров    | Барселона, Испания        | 800 м                    | 16-е (1/2)  | 2.05,83   |
| 2013 | Чемпионат Европы среди молодёжи | Тампере, Финляндия        | 800 м                    | 19-е (заб.) | 2.07,63   |
| 2014 | Чемпионат мира по эстафетам     | Нассау, Багамские Острова | эстафета 4×800 м         | 6-е         | 8.17,54   |
| 2014 | Командный чемпионат Европы      | Брауншвейг, Германия      | 800 м                    | 2-е         | 2.03,36   |
| 2014 | Чемпионат Европы                | Цюрих, Швейцария          | 800 м                    | 13-е (1/2)  | 2.03,90   |
| 2015 | Чемпионат Европы в помещении    | Прага, Чехия              | 800 м                    | 9-е (1/2)   | 2.09,06   |
| 2015 | Чемпионат мира по эстафетам     | Нассау, Багамские Острова | шведская эстафета 4000 м | 6-е         | 11.06,33  |
| 2015 | Командный чемпионат Европы      | Чебоксары, Россия         | 800 м                    | 1-е         | 2.00,18   |
| 2015 | Чемпионат Европы среди молодёжи | Таллин, Эстония           | 800 м                    | 1-е         | 2.00,19   |
| 2015 | Чемпионат мира                  | Пекин, Китай              | 800 м                    | 8-е         | 1.59,70   |
| 2016 | Чемпионат Европы                | Амстердам, Нидерланды     | 800 м                    | 2-е         | 2.00,19   |
| 2016 | Олимпийские игры                | Рио-де-Жанейро, Бразилия  | 800 м                    | 44-е (заб.) | 2.02,19   |